# 18238 Frankshu
18238 Frankshu este un asteroid din centura principală de asteroizi.

## Descriere
18238 Frankshu este un asteroid din centura principală de asteroizi. A fost descoperit pe 29 septembrie 1973 la Observatorul Palomar de Cornelis Johannes van Houten, Ingrid van Houten-Groeneveld și Tom Gehrels. Asteroidul prezintă o orbită caracterizată de o semiaxă mare de 3,06 ua, o excentricitate de 0,09 și o înclinație de 8,8° în raport cu ecliptica.